# Set the Controls for the Heart of the Sun
A Pink Floyd Set the Controls for the Heart of the Sun című dala 1968. június 29-én jelent meg a zenekar A Saucerful of Secrets című albumán. A dalt Roger Waters írta, 1967 és 1973 között a koncertek állandó részét képezte. Egy élő változata hallható az 1969-es Ummagumma című albumon, valamint a Pink Floyd: Live at Pompeii című filmben.
A felvételek 1967 augusztusában kezdődtek, majd októberben és David Gilmour közreműködésével 1968 januárja és májusa között több rájátszással tették teljessé a dalt. Gilmour 1993-ban azt nyilatkozta a Guitar World című magazinnak, hogy Syd Barrett „egy icipici részt” játszott a dalban. Ennek értelmében ez a Pink Floyd egyetlen dala, melyben mind az öt tag játszik.
Bruno McDonald Pink Floyd – Through the Eyes of… című könyvében Roger Waters elmondta, hogy a szöveg néhány sorát a Tang-dinasztia idejének kínai költészetről szóló könyvből vette át (mint később kiderült, a könyv az A.C. Graham által fordított Poems of the late T'ang volt).
Waters Li He (Li Ho) Ne menj ki az ajtón című verséből a „witness the man who raged at the wall as he wrote his question to heaven”, Li Shangyin (Li Sang-jin) verseiből pedig a „watch little by little the night turn around”, a „countless the twigs which tremble in dawn” és a „one inch of love is an inch of ashes” sorokat vette át, majd módosította azokat.
A dalban hallható riff – valószínűleg véletlenül – Jimmy Garrison szólójára emlékeztet, amit John Coltrane Live at the Village Vanguard Again! című albumán szereplő My Favorite Thingsben játszott. Ezt a riffet Gilmour játssza, gitárjának mély regiszterei basszusgitár hangját idézik. A riff E E F E D E… a fríg hangsorban.
Több más Pink Floyd-dal mellett ez adta az ihletet Douglas Adamsnek a Vendéglő a világ végén című regényében szereplő Disaster Area (Katasztrófa-övezet) nevű zenekarhoz. A Disaster Area a világegyetem leghangosabb zenekara. A Pink Floyd koncertjeihez hasonlóan az ő műsoraiknak is szerves részét képezik a fényeffektek. Koncertjeik végén egy űrhajót küldenek a legközelebbi csillagba, hogy az ott robbanjon fel.
A második albumról a Jugband Blues mellett a Set the Controls for the Heart of the Sun került fel a 2001-ben megjelent Echoes: The Best of Pink Floyd című válogatásalbumra.
Roger Waters In the Flesh, valamint The Dark Side of the Moon Live című turnéján rendszeresen előadta a dalt (az In the Flesh turnén a dal közben az Arnold Layne és a The Scarecrow promóciós filmjeit vetítették). 2002. június 26-án és 27-én a Wembley Stadionban adott két koncerten Nick Mason is csatlakozott a dal előadásához. Ez volt az első lépés afelé, hogy a Pink Floyd újraegyesüljön a 2005-ös Live 8 londoni koncertjére.

## Koncerten előadott változatok
- A dal mind az Ummagummán, mind a Live at Pompeii című filmben újabb, eltérő tempójú részekkel egészült ki. A halkabb középrészben például nincsenek dobok, ehelyett egy absztrakt, improvizációs rész hallható.
- Az In the Flesh: Live című albumon a dalban egy szaxofonszóló hallható.

## Részlet
- Nem tudod lejátszani a fájlt? Olvasd el a Wikipédia:Médiafájlok lapot.

## Közreműködők
- Syd Barrett – gitár
- David Gilmour – gitár
- Richard Wright – billentyűs hangszerek, cseleszta
- Roger Waters – ének, basszusgitár
- Nick Mason – dob, ütőhangszerek

### Produkció
- Norman Smith – producer

## Külső hivatkozások
- A nap szívére figyelj – a dalszöveg magyar fordítása (Zappa PONT)